# Clem Beauchamp
Clement Hoyt Beauchamp, detto Clem, noto anche con lo pseudonimo di Jerry Drew (Bloomfield, 26 agosto 1898 – Santa Rosa, 14 novembre 1992), è stato un attore, regista e produttore cinematografico statunitense.
Fu insignito di un premio Oscar per la migliore aiuto regia nel 1936, per il film I lancieri del Bengala del regista Henry Hathaway.

## Biografia
Cominciò a recitare negli anni venti in numerosi cortometraggi muti (il suo esordio davanti alla macchina da presa fu in un film del 1924 di Fatty Arbuckle, Stupid, but brave). Dal 1927 al 1931 utilizzò lo pseudonimo Jerry Drew per tutti i suoi film da attore, mentre preferiva il suo vero nome nella sua attività di regista di cortometraggi (sei film muti, tra il 1926 e il 1928, ed altri due sonori negli anni quaranta).
Nel 1935 reciterà per l'ultima volta in un film (Non più signore di Edward H. Griffith e con Joan Crawford), preferendo passare definitivamente dall'altra parte della macchina da presa.
Dapprima come aiuto regista (e il suo primo film gli valse l'Oscar), poi alternando a questo soprattutto il ruolo di produttore cinematografico, soprattutto per i film di Stanley Kramer (ma sarà anche produttore televisivo, negli anni cinquanta), oltre che a singole esperienze come sceneggiatore (due cortometraggi nel 1941) e scenografo (La taverna delle stelle del 1943).
Si ritirò dal mondo del cinema alla fine degli anni sessanta.

## Filmografia

### Regista
- Listen Sister (1928)

### Aiuto regista
- I lancieri del Bengala (The Lives of a Bengal Lancer), regia di Henry Hathaway (1935)
- Dedizione (The Big Street), regia di Irving Reis (1942)
- Il denaro non è tutto (Higher and Higher), regia di Tim Whelan (1943)
- Hotel Mocambo  (Step Lively), regia di Tim Whelan (1944)
- Il coraggio delle due (Two O'Clock Courage), regia di Anthony Mann (1945)

### Attore
- Solid Gold, regia di Stephen Roberts (1926)
- Just Dandy, regia di Stephen Roberts (1928)
- Look Out Below, regia di Stephen Roberts (1929)

### Scenografo
- La taverna delle stelle (Stage Door Canteen), regia di Frank Borzage (1943)